# Хейл Мэри
Хейл Мэри (англ. Hail Mary) — в американском футболе одна из наиболее редких комбинаций. «Ресиверы» бегут вперед на 35-70 ярдов, и чаще всего в зачетную зону соперника. Квотербек бросает мяч наудачу, примерно в то место, где, по его мнению, у игроков его команды больше всего шансов поймать мяч. Но даже если квотербек даст хороший пас, вероятность ловли невелика. Хейл мэри это комбинация отчаяния, которая используется (чаще всего) в конце матча командой, которая отстаёт на 1-8 очков, а позиция на поле не позволяет пробить филд гол.

## Происхождение
- 2 ноября 1936 года в игре между Нотр-Дамом и Штатом Огайо. Квотербек Нотр-Дама бросил 19-ярдовый победный тачдаун за 30 секунд до конца. Тренер Нотр-Дама позже называл этот розыгрыш Hail Mary.
- Игрок Нотр-Дама в игре с Технологическим университетом Джорджии, 28 октября 1922, перед каждым своим тачдауном молился "Радуйся, Мария".

Чаще всего игроки говорят о розыгрыше Хейл Мэри, тогда когда они не надеялись на тачдаун, имея в виду, что для ловли мяча понадобится вмешательство Бога.

## Примеры
23 ноября 1984 года - в игре, где Бостонский колледж проигрывал Майами и за шесть секунд квотербек Бостона бросил тачдаун на 52 ярда, который выиграл игру. Майами даже не предполагали, что квотербек Бостона сможет кинуть мяч на такую дистанцию.
Другие удачные хейл мэри:
- 19 декабря 1980 года: Университет Бригама Янга выиграл с помощью 41-ярдового тачдауна игру против Южного Университета Методиста
- 24 сентября 1994 года: Колорадо победил Мичиган (матч известен как «Чудо в Мичигане»), когда квотербек Колорадо выполнил 73-ярдовый тачдаун, чтобы выиграть 27:26[2].
- 9 декабря 2002 года: Университет Штата Луизиана выиграл после удачно выполненного 74-ярдового тачдауна, Кентукки, 33:30.
- 3 декабря 2015 года: Детройт победил Грин-Бэй 61-ярдовым тачдауном.
- 16 сентября 2017 года: Флорида выиграла у Теннесси, после 63-ярдового тачдауна[3].
- 15 ноября 2020: Аризона победила Баффало 32:30 с 43-ярдовым хейл мэри[4] . Это последний удачный хейл мэри в НФЛ на момент 2021.

Удачный хейл мэри не всегда даёт победу команде:
- 10 ноября 2013 года: Цинциннати не смог выиграть, несмотря на 51-ярдовый тачдаун. Они проиграли в овертайме Балтимору.
- 16 января 2016 года: Грин-Бэй сделал 40-ярдовый прием, в затем 61-ярдовый тачдаун, но Аризона выиграла в овертайме[5].

## Использование термина в других сферах
Хейл мэри не в американском футболе может означать что-либо, имеющее маленькие шансы на успех, но если это всё же пройдет, то может быть невероятно полезно.
Во время войны в Персидском заливе, один из генералов назвал стратегию (обойти противников и зайти с тыла) хейл мэри.